# Between the Heart and the Synapse
Between the Heart and the Synapse è il primo album pubblicato dalla post-hardcore/experimental rock band The Receiving End of Sirens. L'album sembra essere un concept album, data la costante ripresa di determinati versi durante le 13 canzoni. Le tracce Planning a Prison Break e This Armistice sono state pubblicate come singoli, ed per entrambe è stato girato un video.

## Tracce
Tutte le canzoni scritte da The Receiving End of Sirens
1. Prologue - 0:43
2. Planning a Prison Break - 5:18
3. The Rival Cycle - 5:30
4. The Evidence - 4:18
5. The War of All Against All - 6:26
6. ...Then I Defy You, Stars - 5:06
7. Intermission - 4:32
8. This Armistice - 5:55
9. Broadcast Quality - 4:48
10. Flee The Factory - 5:20
11. Dead Men Tell No Tales - 4:11
12. Venona - 5:33
13. Epilogue - 13:10 (Il brano "Epilogue" dura 3:14. Una traccia nascosta inizia a 10:34.)

## Formazione
- Casey Crescenzo - chitarra, voce, piano, sitar elettrico
- Andrew Cook - batteria, percussioni
- Alex Bars - chitarra, voce
- Brendan Brown - basso, voce
- Nate Patterson - chitarra
- PJ Tepe - voce su  Planning a Prison Break, This Armistice, Epilogue
- Justin Williams - voce su Planning a Prison Break, This Armistice, Epilogue
- Jani Zubkovs - voce su Planning a Prison Break, This Armistice, Epilogue
- Driving in Silence - voce su Planning a Prison Break, This Armistice, Epilogue
- Anthony Green - voce su Flee The Factory, Epilogue